# Philipp Öttl
Philipp Öttl (Bad Reichenhall, 3 maggio 1996) è un pilota motociclistico tedesco.

## Carriera

### Gli inizi

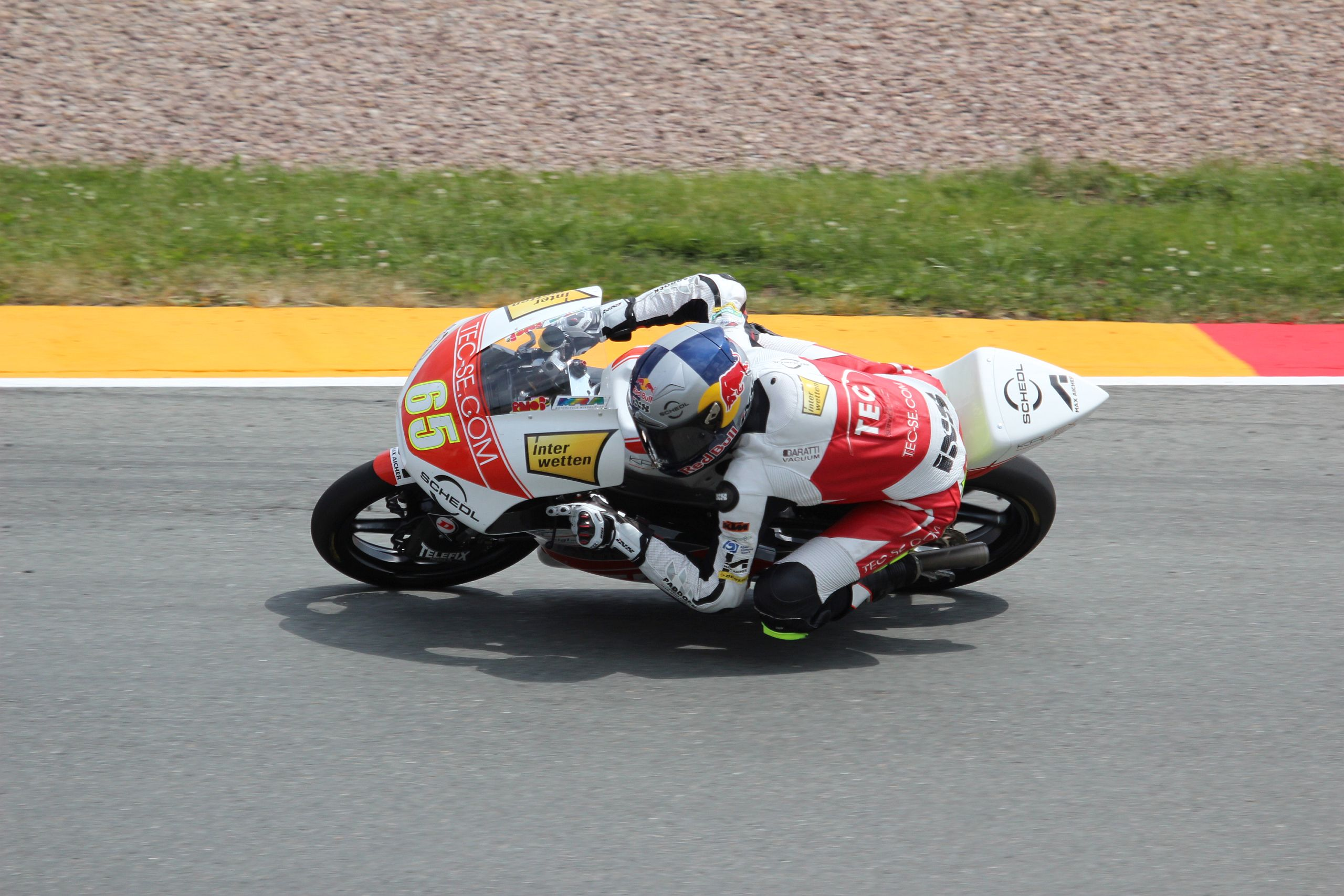
Öttl alla guida di una Kalex nel 2013

Figlio di Peter Öttl, anche lui motociclista del motomondiale negli anni '80 e '90, muove i primi passi in Germania, nella Supermoto Cup, giungendo secondo con 5 vittorie nel 2005. Nel 2007 corre nel campionato Junior Supermoto in Austria, dove nel 2008 conquista il titolo con sette vittorie, nello stesso anno partecipa come ospite ad alcune gare nella ADAC Mini Bike Cup, in cui conquista quattro vittorie e due secondi posti. Nel 2009 corre tutta la stagione nella ADAC Junior Cup, giungendo secondo con due vittorie e tre podi.
Nel 2010 partecipa al campionato motociclistico Tedesco, finendo quarto al primo anno, ripetendo il risultato anche l'anno successivo. Contemporaneamente corre nella Red Bull Rookies Cup, finendo 18º il primo anno e 4º il secondo. Nel 2011 inoltre si frattura la clavicola durante un test al Lausitzring, infortunio che lo costringe a saltare alcune gare. Nel 2012 partecipa al campionato motociclistico Spagnolo, conquistando il quarto posto assoluto nella classifica generale e una vittoria nel gara di Jerez. Sempre nel 2012 debutta nel motomondiale a Valencia, correndo come wild card nell'ultima prova del mondiale in sella alla Kalex KTM del team HP Moto Kalex, terminando la gara in undicesima posizione e conquistando cinque punti. A ottobre prende parte alla gara unica ad Albacete del campionato europeo classificandosi in nona posizione.

### Moto3
Nel 2013 diventa pilota titolare, correndo l'intera stagione agonistica per il team Interwetten Paddock, riuscendo a conquistare alcuni piazzamenti a punti, tra cui il sesto posto al GP d'Aragona, in cui riesce a far registrare anche il giro veloce. Nel 2014 viene confermato dal team Interwetten Paddock, sempre alla guida di una Kalex KTM. Ottiene come miglior risultato un dodicesimo posto in Germania e termina la stagione al 24º posto con 10 punti. Nel 2015 passa al team Schedl GP Racing, alla guida di una KTM RC 250 GP. Ottiene un terzo posto a Indianapolis. Chiude la stagione al quindicesimo posto in classifica con 73 punti mondiali.
Nel 2016 rimane nel team della stagione precedente, sempre alla guida di una KTM. Ottiene una pole position nel Gran Premio delle Americhe e due quarti posti (Americhe e Giappone) come miglior risultato in gara. In questa stagione è costretto a saltare il Gran Premio d'Italia a seguito di una frattura al polso destro rimediata nel precedente Gran Premio di Francia. La sua moto quindi, per la sola gara italiana, viene affidata a Lorenzo Dalla Porta. Öttl chiude la stagione al dodicesimo posto in classifica piloti con 85 punti conquistati. Nel 2017 è nuovamente pilota titolare del team Schedl GP Racing, alla guida di una KTM. Ottiene un secondo posto in Austria. Chiude la stagione al decimo posto in classifica piloti con 105 punti ottenuti. Nel 2018 è nuovamente pilota titolare nella classe Moto3. in occasione del Gran Premio di Spagna a Jerez ottiene la sua prima affermazione nel Motomondiale. Conclude la stagione al 16º posto con 58 punti. In questa stagione è costretto a saltare il Gran Premio di San Marino a causa di un trauma cranico rimediato nelle qualifiche del GP.

### 2019: la parentesi in Moto2
Nel 2019 passa in Moto2, alla guida della KTM del team Tech 3, con compagno di squadra Marco Bezzecchi; non ottiene punti. In questa stagione è costretto a saltare i Gran Premi di Catalogna, Olanda e Germania a causa di una commozione cerebrale rimediata nelle prove libere del GP di Catalogna.

### Mondiale Supersport
Nel 2020 si trasferisce nel mondiale Supersport dove guida una Kawasaki ZX-6R del team Kawasaki Puccetti Racing. Il compagno di squadra è Lucas Mahias. Conquista quattro piazzamenti a podio in stagione e chiude al terzo posto in classifica piloti. In questa stagione inoltre, insieme al compagno di squadra Mahias, prende parte alla prova di Misano del campionato Italiano Velocità - classe Supersport. Nel 2021 continua con lo stesso team della stagione precedente, il compagno di squadra è Can Öncü. Ottiene la sua prima pole position in occasione del Gran Premio di Jerez e, con altri sette piazzamenti a podio, chiude la stagione al quinto posto in classifica. Nella stessa stagione prende parte, come pilota non eleggibile per i punti, all'evento inaugurale del campionato italiano Supersport vincendo entrambe le gare. 

### Mondiale Superbike
Nel 2022 passa al mondiale Superbikeː gareggia per il Team Go Eleven in sella ad una Ducati Panigale V4R. In questa stagione è costretto a saltare il Gran Premio dell'Estoril per infortunio venendo sostituito da Javier Forés. Totalizza ottantacinque punti classificandosi tredicesimo nel mondiale e quarto nel Trofeo Indipendenti. Nel 2023 gareggia con la stessa squadra della stagione precedente, totalizza 124 punti con cui si classifica quindicesimo nel mondiale e sesto tra gli indipendenti. Nel 2024 passa al team GMT94, alla guida di una Yamaha YZF-R1. I cinque punti conquistati ad inizio stagione gli consentono di classificarsi ventiquattresimo nel mondiale e nono nel Trofeo Indipendenti.

## Risultati in gara

### Motomondiale
| 2012 | Classe | Moto      |  |  |  |  |  |  |  |  |  |    |  |  |  |  |  |  |  |    |  | Punti | Pos. |
| ---- | ------ | --------- |  |  |  |  |  |  |  |  |  | -- |  |  |  |  |  |  |  | -- |  | ----- | ---- |
| 2012 | Moto3  | Kalex KTM |  |  |  |  |  |  |  |  |  | NE |  |  |  |  |  |  |  | 11 |  | 5     | 31º  |

| 2013 | Classe | Moto      |    |    |    |    |    |    |    |    |    |    |    |    |   |   |    |    |    |   |  | Punti | Pos. |
| ---- | ------ | --------- | -- | -- | -- | -- | -- | -- | -- | -- | -- | -- | -- | -- | - | - | -- | -- | -- | - |  | ----- | ---- |
| 2013 | Moto3  | Kalex KTM | 17 | 17 | 20 | 15 | 19 | 18 | 22 | 17 | NE | 19 | 17 | 16 | 9 | 6 | 10 | NP | 13 | 9 |  | 34    | 18º  |

| 2014 | Classe | Moto      |    |    |    |    |    |    |    |    |    |    |    |    |    |     |    |    |    |     |  | Punti | Pos. |
| ---- | ------ | --------- | -- | -- | -- | -- | -- | -- | -- | -- | -- | -- | -- | -- | -- | --- | -- | -- | -- | --- |  | ----- | ---- |
| 2014 | Moto3  | Kalex KTM | 20 | 20 | 21 | 15 | 15 | 13 | 19 | 15 | 12 | 20 | 24 | 25 | 19 | Rit | 17 | 21 | 18 | Rit |  | 10    | 24º  |

| 2015 | Classe | Moto |    |    |    |     |    |    |    |    |    |   |    |    |    |   |    |   |    |    |  | Punti | Pos. |
| ---- | ------ | ---- | -- | -- | -- | --- | -- | -- | -- | -- | -- | - | -- | -- | -- | - | -- | - | -- | -- |  | ----- | ---- |
| 2015 | Moto3  | KTM  | 14 | 13 | 16 | Rit | 10 | 22 | 10 | 15 | 11 | 3 | 15 | 16 | 10 | 5 | 23 | 7 | 15 | 10 |  | 73    | 15º  |

| 2016 | Classe | Moto |   |    |   |    |     |     |    |    |    |   |    |    |   |    |   |    |     |   |  | Punti | Pos. |
| ---- | ------ | ---- | - | -- | - | -- | --- | --- | -- | -- | -- | - | -- | -- | - | -- | - | -- | --- | - |  | ----- | ---- |
| 2016 | Moto3  | KTM  | 9 | 15 | 4 | 10 | Rit | Inf | 17 | 11 | 17 | 5 | 15 | 12 | 8 | 10 | 4 | 14 | Rit | 8 |  | 85    | 12º  |

| 2017 | Classe | Moto |     |   |   |    |    |    |    |    |   |    |   |   |   |   |   |    |    |    |  | Punti | Pos. |
| ---- | ------ | ---- | --- | - | - | -- | -- | -- | -- | -- | - | -- | - | - | - | - | - | -- | -- | -- |  | ----- | ---- |
| 2017 | Moto3  | KTM  | Rit | 4 | 9 | NP | 21 | 14 | 13 | 11 | 5 | 13 | 2 | 9 | 4 | 9 | 6 | 13 | 16 | 15 |  | 105   | 10º  |

| 2018 | Classe | Moto |     |    |   |   |    |    |    |    |   |   |    |    |    |    |    |    |    |    |     | Punti | Pos. |
| ---- | ------ | ---- | --- | -- | - | - | -- | -- | -- | -- | - | - | -- | -- | -- | -- | -- | -- | -- | -- | --- | ----- | ---- |
| 2018 | Moto3  | KTM  | Rit | 23 | 6 | 1 | 15 | 19 | 16 | 18 | 8 | 8 | 14 | AN | NP | 19 | 13 | 16 | 15 | 19 | Rit | 58    | 16º  |

| 2019 | Classe | Moto |    |    |    |    |    |    |    |    |     |    |    |    |    |    |    |    |    |    |    | Punti | Pos. |
| ---- | ------ | ---- | -- | -- | -- | -- | -- | -- | -- | -- | --- | -- | -- | -- | -- | -- | -- | -- | -- | -- | -- | ----- | ---- |
| 2019 | Moto2  | KTM  | 23 | 19 | 18 | 23 | 19 | 21 | NP | NP | Inf | 23 | 22 | 24 | 23 | 26 | 22 | 20 | 22 | 21 | 26 | 0     |      |

| Legenda | 1º posto        | 2º posto            | 3º posto            | A punti      | Senza punti        | Grassetto – Pole position Corsivo – Giro più veloce |
| Legenda | Gara non valida | Non qual./Non part. | Ritirato/Non class. | Squalificato | '-' Dato non disp. | Grassetto – Pole position Corsivo – Giro più veloce |

### Campionato mondiale Supersport
| 2020 | Moto     |     |   |   |   |   |   |   |   |   |   |   |    |    |   |   |  |  |  |  |  |  |  |  |  | Punti | Pos. |
| ---- | -------- | --- | - | - | - | - | - | - | - | - | - | - | -- | -- | - | - |  |  |  |  |  |  |  |  |  | ----- | ---- |
| 2020 | Kawasaki | Rit | 3 | 4 | 7 | 5 | 3 | 5 | 5 | 4 | 8 | 3 | 14 | 11 | 2 | 5 |  |  |  |  |  |  |  |  |  | 162   | 3º   |

| 2021 | Moto     |   |     |   |   |   |   |   |   |   |   |   |   |   |   |   |   |    |   |   |   |    |    |    |   | Punti | Pos. |
| ---- | -------- | - | --- | - | - | - | - | - | - | - | - | - | - | - | - | - | - | -- | - | - | - | -- | -- | -- | - | ----- | ---- |
| 2021 | Kawasaki | 3 | Rit | 2 | 3 | 6 | 6 | 3 | 2 | 3 | 4 | 7 | 6 | 7 | 4 | 5 | 8 | AN | 2 | 9 | 8 | 11 | 12 | 12 | 9 | 252   | 5º   |

| 2025 | Moto   |     |     |    |    |   |    |    |     |   |   |    |   |   |   |   |     |  |  |  |  |  |  |  |  | Punti | Pos. |
| ---- | ------ | --- | --- | -- | -- | - | -- | -- | --- | - | - | -- | - | - | - | - | --- |  |  |  |  |  |  |  |  | ----- | ---- |
| 2025 | Ducati | Inf | Inf | 11 | 10 | 7 | 13 | 15 | Rit | 7 | 3 | 10 | 4 | 6 | 6 | 9 | Rit |  |  |  |  |  |  |  |  | 95    |      |

| Legenda | 1º posto        | 2º posto            | 3º posto           | A punti      | Senza punti        | Grassetto – Pole position Corsivo – Giro più veloce |
| Legenda | Gara non valida | Non qual./Non part. | Ritirato/Non class | Squalificato | '-' Dato non disp. | Grassetto – Pole position Corsivo – Giro più veloce |

### Campionato mondiale Superbike
| 2022 | Moto   |    |    |    |   |    |     |     |     |     |     |     |    |    |    |    |    |    |   |   |    |    |     |   |   |    |    |    |    |    |    |     |    |    |    |    |   |  |  |  |  |  |  | Punti | Pos. |
| ---- | ------ | -- | -- | -- | - | -- | --- | --- | --- | --- | --- | --- | -- | -- | -- | -- | -- | -- | - | - | -- | -- | --- | - | - | -- | -- | -- | -- | -- | -- | --- | -- | -- | -- | -- | - |  |  |  |  |  |  | ----- | ---- |
| 2022 | Ducati | 13 | 16 | 13 | 7 | 10 | Rit | Inf | Inf | Inf | Rit | Rit | 11 | 11 | 11 | 12 | 13 | 13 | 8 | 8 | 12 | 11 | Rit | 6 | 7 | 12 | 11 | 11 | 17 | 15 | 14 | Rit | 14 | NP | 20 | 16 | 8 |  |  |  |  |  |  | 85    | 13º  |

| 2023 | Moto   |    |   |   |    |    |     |    |    |    |    |    |    |    |    |   |     |    |    |     |    |    |     |    |    |   |    |    |   |   |   |    |    |   |   |   |   |  |  |  |  |  |  | Punti | Pos. |
| ---- | ------ | -- | - | - | -- | -- | --- | -- | -- | -- | -- | -- | -- | -- | -- | - | --- | -- | -- | --- | -- | -- | --- | -- | -- | - | -- | -- | - | - | - | -- | -- | - | - | - | - |  |  |  |  |  |  | ----- | ---- |
| 2023 | Ducati | 11 | 6 | 5 | 13 | 13 | Rit | 14 | 14 | 11 | 11 | 13 | 14 | 14 | 10 | 9 | Rit | 10 | 10 | Rit | 12 | 15 | Rit | 21 | 13 | 9 | 10 | 10 | 6 | 8 | 7 | 11 | 10 | 9 | 6 | 7 | 7 |  |  |  |  |  |  | 124   | 15º  |

| 2024 | Moto   |    |    |    |    |    |    |    |    |    |    |    |    |    |    |    |    |    |     |    |    |    |     |    |    |    |    |    |    |    |    |    |    |    |    |    |     |  |  |  |  |  |  | Punti | Pos. |
| ---- | ------ | -- | -- | -- | -- | -- | -- | -- | -- | -- | -- | -- | -- | -- | -- | -- | -- | -- | --- | -- | -- | -- | --- | -- | -- | -- | -- | -- | -- | -- | -- | -- | -- | -- | -- | -- | --- |  |  |  |  |  |  | ----- | ---- |
| 2024 | Yamaha | 16 | 18 | 14 | 19 | 19 | 16 | 18 | 19 | 14 | 17 | 19 | 15 | 18 | 20 | 20 | 18 | 17 | Rit | SQ | 21 | 21 | Rit | 14 | 16 | 16 | 19 | 17 | 17 | 18 | 19 | 17 | 21 | 16 | 18 | 22 | Rit |  |  |  |  |  |  | 5     | 24º  |

| Legenda | 1º posto        | 2º posto            | 3º posto           | A punti      | Senza punti        | Grassetto – Pole position Corsivo – Giro più veloce |
| Legenda | Gara non valida | Non qual./Non part. | Ritirato/Non class | Squalificato | '-' Dato non disp. | Grassetto – Pole position Corsivo – Giro più veloce |